# Joel Ekstrand
Lars Henning Joel Ekstrand, född 4 februari 1989 i Lund, är en svensk före detta professionell fotbollsspelare.

## Klubbkarriär
Ekstrand började spela fotboll i Lunds BK som nioåring. 2005 gick han till Helsingborgs IF. Ekstrand gjorde sin debut i HIF-tröjan den 13 februari 2008 borta mot PSV Eindhoven i UEFA-cupen.
I september 2016 värvades Ekstrand av Bristol City, där han skrev på ett kontrakt säsongen ut. Den 1 februari 2017 kom Ekstrand och Bristol City överens om att bryta kontraktet. Två dagar senare värvades Ekstrand av Rotherham United, där han skrev på ett kontrakt säsongen ut.
Den 15 januari 2018 värvades Ekstrand av AIK, där han skrev på ett treårskontrakt. Skadeproblem stoppade Ekstrand från att riktigt slå sig in i AIK:s trupp under säsongen 2018, han hoppade däremot in i slutminuterna av guldmatchen mot Kalmar FF. Den 9 oktober 2019 meddelade AIK att Ekstrand lämnade klubben och samtidigt avslutade sin karriär efter haft stora skadebekymmer under sin tid i klubben.

## Landslagskarriär
Den 23 januari 2010 debuterade han i a-landslaget i en träningsmatch mot Syrien.

## Meriter
- Nominerad till Årets Nykomling för Fotbollsgalan 2008
- Sm-guld med Helsingborgs IF 2011
- Sm-guld med AIK 2018